# Kundrathur
Kundrathur è una suddivisione dell'India, classificata come town panchayat, di 25.028 abitanti, situata nel distretto di Kanchipuram, nello stato federato del Tamil Nadu. In base al numero di abitanti la città rientra nella classe III (da 20.000 a 49.999 persone).

## Geografia fisica
La città è situata a 12° 59' 35 N e 80° 06' 25 E.

## Società

### Evoluzione demografica
Al censimento del 2001 la popolazione di Kundrathur assommava a 25.028 persone, delle quali 12.626 maschi e 12.402 femmine. I bambini di età inferiore o uguale ai sei anni assommavano a 2.817, dei quali 1.399 maschi e 1.418 femmine. Infine, coloro che erano in grado di saper almeno leggere e scrivere erano 17.896, dei quali 9.938 maschi e 7.958 femmine.